# Capela de Santo António (Alcoutim)
A Capela de Santo António, também conhecida como Ermida de Santo António, é um edifício religioso, que pode ser encontrado na localidade de Alcoutim, no Distrito de Faro, em Portugal.

## Decrição e história
Este edifício encontra-se no centro da localidade de Alcoutim, junto ao Rio Guadiana. Apresenta os alçados lisos, com um telhado de duas águas e uma abóbada de berço. 
Foi construído no Século XVIII. Em 2008, passou a albergar o Núcleo Museológico de Arte Sacra.